# Шатанкур
Шатанкур (фр. Chattancourt) насеље је и општина у североисточној Француској у региону Лорена, у департману Меза која припада префектури Верден.
По подацима из 2011. године у општини је живело 167 становника, а густина насељености је износила 16,12 становника/km². Општина се простире на површини од 10,36 km². Налази се на средњој надморској висини од 196 метара (максималној 283 m, а минималној 185 m).

## Демографија
| 1962. | 1968. | 1975. | 1982. | 1990. | 1999. | 2011. |
| ----- | ----- | ----- | ----- | ----- | ----- | ----- |
| 127   | 182   | 164   | 152   | 163   | 180   | 167   |

График промене броја становника у току последњих година